# 棋鐘
棋鐘，是用於圍棋、西洋棋及將棋等棋類比賽時的計時工具。通常有代表比賽雙方的兩個鐘與按鈕，比賽開始前會將兩個鐘調至一致的時間（例如2小時）。開始比賽後，一方下棋後按鈕，則自己這方的鐘會暫停倒數計時，另一方的鐘會開始倒數，直到另一方按下按鈕，以此控制思考棋路的時間。